# Notomulciber palawanicus
Notomulciber palawanicus är en skalbaggsart som beskrevs av Stefan von Breuning och De Jong 1941. Notomulciber palawanicus ingår i släktet Notomulciber och familjen långhorningar.
Artens utbredningsområde är Filippinerna. Inga underarter finns listade i Catalogue of Life.